# Wacław Hryniewski
Wacław Wiaczesław Hryniewski (ur. 2 marca 1890 w Zubowiczach, zm. 1960) – podpułkownik Wojska Polskiego.

## Życiorys
Urodził się 2 marca 1890 w Zubowiczach, w rodzinie Konstantego. 3 maja 1922 został zweryfikowany w stopniu kapitana ze starszeństwem z 1 czerwca 1919 i 11. lokatą w korpusie oficerów samochodowych, a jego oddziałem macierzystym był 10 Dywizjon Samochodowy w Przemyślu. Następnie został przydzielony z macierzystego dywizjonu do Obozu Szkolnego Wojsk Samochodowych w Warszawie na stanowisko komendanta. 31 marca 1924 został mianowany majorem ze starszeństwem z 1 lipca 1923 i 8. lokatą w korpusie oficerów samochodowych. Później został przydzielony do Szkoły Czołgów i Samochodów na stanowisko komendanta. W lipcu 1929 został przeniesiony do 5 Dywizjonu Samochodowego w Krakowie na stanowisko pełniacego obowiązki dowódcy dywizjonu, a w następnym roku zatwierdzony na tym stanowisku. W październiku 1931 został przeniesiony do 1 Dywizjonu Samochodowego w Warszawie na stanowisko dowódcy dywizjonu, w marcu 1934 do 3 Batalionu Czołgów i Samochodów Pancernych w Warszawie, a w czerwcu tego roku do 1 Pułku Artylerii Najcięższej w Warszawie (później w Górze Kalwarii) na stanowisko II zastępcy dowódcy pułku. 12 czerwca 1935 Komitet Krzyża i Medalu Niepodległości odrzucił wniosek o nadanie mu tego odznaczenia „z powodu braku pracy niepodległościowej”. 27 czerwca 1935 został mianowany podpułkownikiem ze starszeństwem z 1 stycznia 1935 i 2. lokatą w korpusie oficerów samochodowych. W 1937, po likwidacji korpusu oficerów samochodowych, został przeniesiony do korpusu oficerów broni pancernych. W latach 1938–1939 pełnił służbę w Komendzie Rejonu Uzupełnień Piotrków na stanowisku komendanta rejonu uzupełnień. Po zakończeniu II wojny światowej wrócił do kraju i został zarejestrowany w jednej z rejonowych komend uzupełnień. W latach 1945–1947 był komendantem Oficerskiej Szkoły Samochodowej w Bydgoszczy (od października 1946 w Koszalinie).
Zmarł w 1960. Został pochowany na Cmentarzu Wojskowym na Powązkach (kwatera C21-4-1).

## Ordery i odznaczenia
- Złoty Krzyż Zasługi – 10 listopada 1928[19][20]
- Medal Pamiątkowy za Wojnę 1918-1921
- Medal Dziesięciolecia Odzyskanej Niepodległości